# Tarzan, the Ape Man (1981)
Tarzan, the Ape Man is een Amerikaanse film uit 1981. Het is een nieuwe versie van de gelijknamige film uit 1932.

## Verhaal
In 1910 reist Jane Parker af naar Afrika om haar vader op te zoeken. Haar vader, James Parker, is een ontdekkingsreiziger die zich voorbereidt op een expeditie in onbekend gebied.
Wanneer ze haar vader gevonden heeft blijkt hij niet erg blij te zijn met haar komst. Toch besluit ze met hem mee te reizen. James wil een legendarische witte aap vangen met de naam Tarzan. Hij zou zich Volgens de overleveringen schuil houden op een bergplateau ergens diep in de jungle.
Het bergplateau blijkt zo groot te zijn dat hierop zelfs een grote binnenzee te vinden is. Als Jane gaat zwemmen heeft ze haar eerste ontmoeting met Tarzan, de witte aap. Hij blijkt een verwilderd mens te zijn die tussen de dieren is opgegroeid en zelfs met de dieren kan communiceren.
James is vastbesloten om Tarzan mee naar Engeland te nemen, dood of levend. Als Tarzan ontdekt dat James hem gevangen wil nemen ontvoert hij Jane. Diep in de jungle bloeit tussen hem en Jane een romance op.
Als Jane weer terugkomt bij de expeditie worden alle leden door een inheemse stam ontvoerd. Ze zal als bruid worden aangeboden aan het stamhoofd en nu moet Tarzan de groep redden.

## Rolverdeling
| Acteur           | Personage                |
| ---------------- | ------------------------ |
| Bo Derek         | Jane Parker              |
| Richard Harris   | James Parker             |
| Miles O'Keeffe   | Tarzan                   |
| John Phillip Law | Harry Holt, expeditielid |

## Trivia
- De film werd matig ontvangen en won een Golden Raspberry Award voor de slechtste actrice.
- De film werd opgenomen op Sri Lanka en de Seychellen.